# Marilyn Ferguson

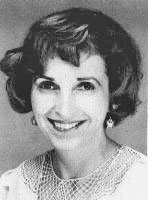
Marilyn Ferguson

Marilyn Ferguson (* 5. April 1938 in Grand Junction, Colorado; † 19. Oktober 2008 in Banning, Kalifornien) war eine US-amerikanische Schriftstellerin. Sie wurde besonders mit ihrem Buch The Aquarian Conspiracy (dt. Titel: Die sanfte Verschwörung) eine der bekanntesten Vertreterinnen des New Age in den 1980er Jahren. Von 1975 bis 1996 gab sie den Newsletter "Brain/Mind Bulletin" heraus.

## Werke
- Die Revolution der Gehirnforschung. Geheimnisse und Gefahren. Walter, Olten 1981
  - Taschenbuch-Ausgabe als: Geist und Evolution. Die Revolution der Gehirnforschung. Goldmann, München 1986
- Die sanfte Verschwörung. Persönliche und gesellschaftliche Transformation im Zeitalter des Wassermanns. Vorwort von Fritjof Capra. Sphinx, Basel 1982
  - Taschenbuch: Knaur, München 1984 ISBN 3-426-04123-5
- Neue Türen öffnen. Bausteine für erweiterte Fähigkeiten. VAK, Freiburg im Breisgau 1993
- Die sanfte Revolution. Gelebte Visionen für eine menschlichere Welt. Vorwort von Franz Alt. Kösel, München 2007, ISBN 3-466-30737-6